# Зуєва Антоніна Іларіонівна
Антоніна Іларіонівна Зуєва (Улітіна) 10.11.1925 — передовик радянського сільського господарства, ланкова колгоспу «Гігант» Тульського району Адигейської автономної області (нині — Республіка Адигея). Герой Соціалістичної Праці (06.05.1948).

## Біографія
Народилася 1925 року в станиці Абадзехська Адигейської автономної області. Тут вчилася в школі, вступила до лав ВЛКСМ, проте закінчити середню школу Тоні не довелося.
З перших днів Другої світової війни її батько Іларіон Терентійович пішов на фронти і не повернувся. Сім'я мала шестеро дітей. Старша з них — п'ятнадцятирічна Тоня залишила навчання і разом з матір'ю пішла працювати в колгосп «Гігант» (пізніше «Вірний шлях»).
Тоню направили на держсортоділянку. Тут працювали переважно жінки, об'єднані в двох рільничих ланках. У січні 1943 року, після вигнання німецьких військ з району, Антоніна очолила комсомольсько-молодіжну ланку.
У роки війни ланка Антоніни Зуєвої завжди виконувала завдання зі врожайності.
Найвищий урожай зібрав колгосп у повоєнному 1947 року. З кожного з 58,25 гектара отримано майже по 32 центнери пшениці озимої. Колгосп успішно розрахувався з державою за поставками зерна, забезпечив себе відмінним насінням. Вісімнадцять колгоспників нагороджені орденами і медалями, а ланкова комсомолка Антоніна Зуєва, яка отримала рекордний в той час урожай, удостоєна вищої нагороди.
Указом Президії Верховної Ради СРСР від 6 травня 1948 року голові колгоспу П. А. Гузину і ланковій А. І. Зуєвої (Улітіній) присвоєно звання Героя Соціалістичної Праці з врученням ордена Леніна і золотої медалі «Серп і Молот».
Обиралася членом Тульського райкому ВЛКСМ, депутатом Абадзехської сільської і Тульської районної Рад народних депутатів.
Улітіна Антоніна Іларіонівна — персональний пенсіонер, проживала в місті Попасна Ворошиловградської області[джерело?].

## Пам'ять

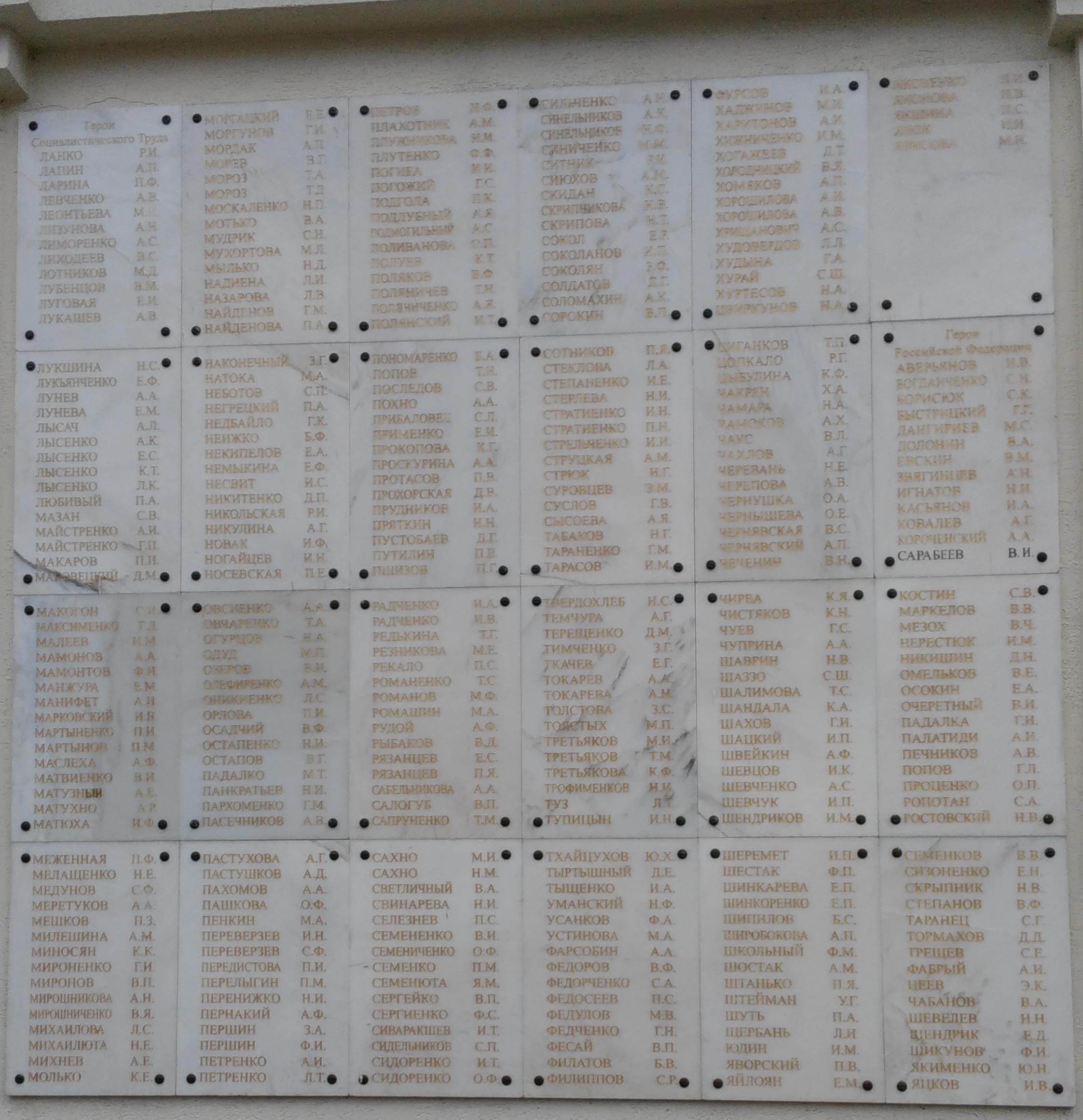
Меморіальна дошка з іменами Героїв Соціалістичної Праці Кубані і Адигеї. Краснодар 2017

- Ім'я Героя вписано золотими літерами на меморіальній дошці в Краснодарі.